# Rhynchostegiella vriesei
Rhynchostegiella vriesei là một loài rêu trong họ Brachytheciaceae. Loài này được Dozy & Molk. Broth. mô tả khoa học đầu tiên năm 1909.